# Tephrina intimidaria
Tephrina intimidaria là một loài bướm đêm trong họ Geometridae.